# 나이로비 국립공원

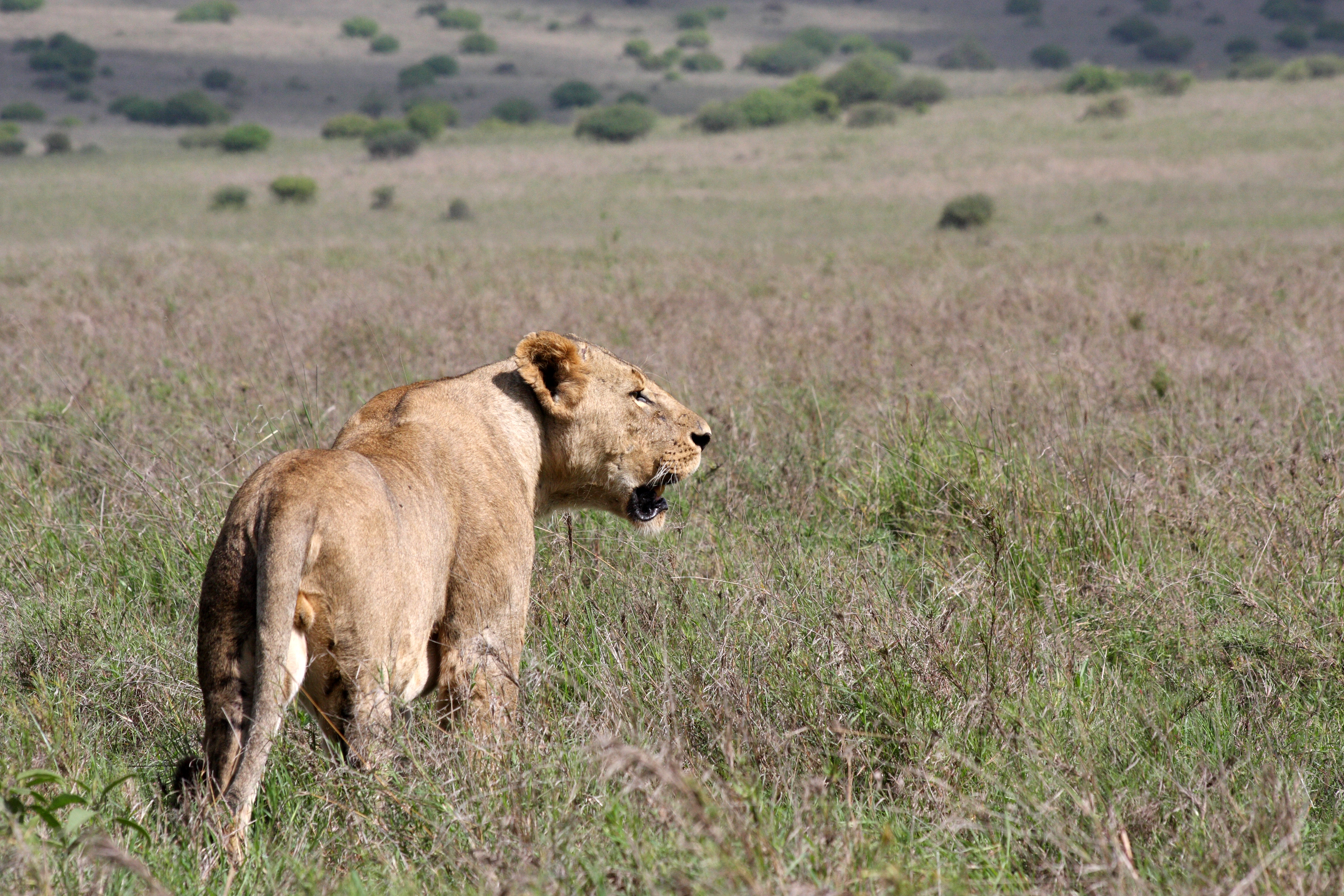

나이로비 국립공원(Nairobi National Park)은 케냐의 나이로비에 위치한 국립공원이며, 1946년 국립공원으로 지정되었다. 동아프리카 최초 국립공원이자 수도에 있는 국립공원으로는 최대 규모이며, 면적은 117 평방 킬로미터이다.